# Wiebke Brose
Wiebke Brose (* 1975 in Emsdetten) ist eine deutsche Rechtswissenschaftlerin.

## Leben
Nach dem Abitur 1994 am Emsland-Gymnasium absolvierte sie von 1995 bis 1999 den deutsch-französischen Magisterstudiengang Rechtswissenschaft Köln/Paris I (Abschluss: Maîtrise en droit). Nach der Promotion (2006) bei Ulrich Preis und Peter Hanau und der Habilitation (2014) bei Ulrich Preis und Barbara Dauner-Lieb an der Universität Köln (Venia legendi für Bürgerliches Recht, Arbeitsrecht, Rechtsvergleichung und Sozialrecht) lehrt sie seit 2017 als Universitätsprofessorin Bürgerliches Recht und Sozialrecht an der Friedrich-Schiller-Universität Jena.

## Schriften (Auswahl)
- Der präventive Kündigungsschutz bei betriebsbedingten Kündigungen. Vergleich von Entwicklung und Stellenwert im deutschen und französischen Kündigungsrecht. Berlin 2007, ISBN 3-631-56934-3.
- mit Stephan Weth und Annette Volk: Mutterschutzgesetz und Bundeselterngeld- und Elternzeitgesetz. Kommentar. München 2020, ISBN 3-406-63904-6.